# SK Amateure Steyr
SK Amateure Steyr – austriacki klub piłkarski, mający siedzibę w gminie Dietach powiatu Steyr, na północy kraju. Obecnie gra w Bezirksliga Ost.

## Historia
Chronologia nazw:
- 1920: Sportklub Freiheit Steyr
- 1923: SK Amateure Steyr
- 1944: Fußballgemeinschaft (FG) Steyr – po fuzji z SK Vorwärts Steyr
- 1945: SK Amateure Steyr

Klub sportowy SK Freiheit Steyr został założony w miejscowości Steyr 17 lutego 1920 roku. W sezonie 1922/23 zespół debiutował w Oberösterreicher 1. Klasse. 4 maja 1923 roku klub zmienił nazwę na SK Amateure Steyr. Już w 1925 spadł z pierwszej klasy, a dopiero w roku 1930 powrócił do niej. W sezonie 1937/38 zdobył tytuł mistrza Oberösterreicher 1. Klasse i uzyskał historyczny awans do najwyższej ligi. Wskutek aneksji Austrii przez Rzeszą Niemiecką 12 marca 1938 roku rozgrywki w Austrii były organizowane jako część mistrzostw Niemiec. Austriackie kluby walczyli w Gaulidze, a zwycięzca potem uczestniczył w rozgrywkach pucharowych o tytuł mistrza Niemiec. Debiutowy sezon 1938/39 w Gauliga Ostmark zakończył na 9.miejscu i spadł do Oberdonauer 1. Klasse. Po wygraniu pierwszej klasy w 1941, potem w meczach playoff walczył o awans, jednak przegrał z SV Austria Salzburg (4:2, 1:2). Po dwóch latach znów wygrał pierwsza klasę, ale tym razem w barażach zajął pierwsze miejsce w grupie II i zdobył promocję do Gauligi Donau-Alpenland. Jednak ze względu na przebieg wojny coraz więcej graczy zostało powołanych do służby wojskowej, i klub był zmuszony wycofać się z Gauligi 20 kwietnia 1944 roku, dwie rundy przed końcem mistrzostw, ponieważ nie mógł już zebrać drużyny. Po wycofaniu się klub połączył się w kwietniu 1944 z SK Vorwärts Steyr, który był w podobnej sytuacji. Połączony klub z nazwą FG Steyr. W niedokończonym sezonie 1944/45 zajmował 4.miejsce w Oberdonauer 1. Klasse (D2).
Po zakończeniu II wojny światowej fuzja została rozwiązana i klub z nazwą SK Amateure Steyr kontynuował grę na drugim poziomie w Oberösterreicher Gruppe A (D2). W 1947 roku po raz pierwszy i ostatni zdobył Landespokal, wygrywając 3:0 w finale z ESV Westbahn Linz. W sezonie 1949/50 zajął czwarte miejsce w Landesliga Oberösterreich (D2). Klub awansował do Staatsligi B, która została wprowadzona w 1950 roku jako drugi poziom ligowy. Od 1950 do 1956 rozpoczęła huśtawka – klub co roku zmieniał ligi pomiędzy Staatsligą B a Landesligą Oberösterreich. W 1960 po wygraniu Landesligi Oberösterreich wrócił na dziewięć lat do drugiej ligi, zwanej Regionalliga Mitte. W 1969 klub spadł do 1. Landesligi Oberösterreich. W sezonie 1975/76 zdobył mistrzostwo w lidze, jednak potem w meczach playoff do drugiej ligi przegrał (0:3, 0:0) z SC Amateure St. Veit/Glan. Latem 1976 austriacka sieć domów towarowych "Pluskauf" była pierwszym sponsorem uwzględnionym w nazwie klubu. W 1980 status 1. Landesligi został obniżony do IV poziomu. W 1996 po zajęciu ostatniej pozycji w 1. Landesliga został zdegradowany po raz pierwszy do 2. Landesligi Ost (D5). Potem powoli spadał coraz niżej w hierarchii ligowej, aby w 2002 spaść do Bezirksliga Ost, a w 2003 do 1. Liga Ost (D7). W 2006 dotarł da najniższego ósmego poziomu Górnej Austrii, spadając do 2. Liga Ost. W 2008 awansował do 1. Liga Ost, jednak w sezonie 2011/12 grał przez rok w 2. Liga Ost. Po zakończeniu sezonu 2018/19 wrócił do Bezirksliga Ost.

## Barwy klubowe, strój
|  |  |

Klub ma barwy zielono-białe. Zawodnicy domowe spotkania zazwyczaj grają w pasiastych pionowo niebiesko-białych koszulkach, niebieskich spodenkach oraz niebieskich getrach.

## Sukcesy

### Trofea międzynarodowe
Nie uczestniczył w rozgrywkach europejskich (stan na 31-05-2019).

### Trofea krajowe
| \| \| Zdobyte trofea w rozgrywkach Austrii (stan na: 31-05-2019) \| |                                                            |      |                           |
| Rozgrywki                                                           | Osiągnięcie                                                | Razy | Sezon(y)                  |
| · Mistrzostwo                                                       | I miejsce                                                  | 0    |                           |
| · Mistrzostwo                                                       | II miejsce                                                 | 0    |                           |
| · Mistrzostwo                                                       | III miejsce                                                | 0    |                           |
| · Mistrzostwo                                                       | 9.miejsce                                                  | 1    | 1938/39                   |
| Puchar                                                              | zdobywca                                                   | 0    |                           |
| Puchar                                                              | finalista                                                  | 0    |                           |
| Puchar                                                              | ćwierćfinalista                                            | 1    | 1947/48                   |
| II liga                                                             | I miejsce                                                  | 3    | 1937/38, 1940/41, 1942/43 |
| II liga                                                             | II miejsce                                                 | 2    | 1939/40, 1941/42          |
| II liga                                                             | III miejsce                                                | 2    | 1947/48. 1966/67          |
| Austria                                                             | Zdobyte trofea w rozgrywkach Austrii (stan na: 31-05-2019) |      |                           |

- Landesliga Oberösterreich (D3):
  - mistrz (3x): 1951/52, 1953/54, 1959/60
  - 3.miejsce (4x): 1955/56, 1956/57, 1957/58, 1958/59

## Poszczególne sezony

### Rozgrywki międzynarodowe

#### Europejskie puchary
Nie uczestniczył w rozgrywkach europejskich.

### Rozgrywki krajowe
| \| Austria \| Bilans występów klubu w rozgrywkach piłkarskich Austrii (Stan na 31 maja 2019 r.) \| \| | |        |       |   |   |   |    |    |     |                                                                     |        |        |      |
| Poziom                                                                                                | Rozgrywki | Sezony | Mecze | Z | R | P | B+ | B– | Pkt | Lata                                                                | Awanse | Spadki | Naj. |
| I | Gauliga Ostmark                                                                                                | 1      |       |   |   |   |    |    |     | 1938/39                                                             | 0      | 1      | 9    |
| II | Oberösterreicher 1. Klasse/ Oberdonauer 1. Klasse/ Landesliga Oberösterreich/ Staatsliga B/ Regionalliga Mitte | 23     |       |   |   |   |    |    |     | 1937/38, 1939–1943, 1944–1951, 1951/52, 1952/53, 1954/55, 1960–1969 | 1      | 6      | 1    |
| III                                                                                                   | Landesliga Oberösterreich                                                                                      | 18     |       |   |   |   |    |    |     | 1951/52, 1953/54, 1955–1960, 1969–1980                              | 3      | 1      | 1    |
| | Puchar Austrii                                                                                                 | 19     |       |   |   |   |    |    |     | od 1947                                                             | 0      | 0      | 1/4  |
| Austria                                                                                               | Bilans występów klubu w rozgrywkach piłkarskich Austrii (Stan na 31 maja 2019 r.)                              |        |       |   |   |   |    |    |     |                                                                     |        |        |      |

## Struktura klubu

### Stadion
Klub piłkarski rozgrywa swoje mecze domowe na stadionie Sportplatz SK Amateure Steyr w Steyr o pojemności 1000 widzów. Wcześniej grał na Vorwärts-Stadion o pojemności 6000 widzów.

### Inne sekcje
Klub prowadzi drużyny dla dzieci i młodzieży w każdym wieku. Funkcjonuje również sekcja piłki nożnej kobiet.

## Kibice i rywalizacja z innymi klubami

### Derby
- SK Vorwärts Steyr